# Keren Marciano
Pour les articles homonymes, voir Marciano.
Keren Marciano, née le 20 juillet 1988 à Paris est une réalisatrice française.

## Biographie
Elle se forme au Conservatoire national supérieur d'art dramatique, puis à l'EICAR. Elle suit une formation de plusieurs mois à la Femis dans le cadre de ses études au CNSAD, avec la réalisatrice Émilie Deleuze. Puis en 2022 avec la productrice Sandrine Brauer.  
Son premier court-métrage en tant que réalisatrice est Mémoires d'une jeune fille dérangée avec Sara Giraudeau et Marie-Christine Barrault sur France 2.
Bye, bye maman est diffusé sur France TV.
Elle coréalise pour Canal + Quand j'étais petit je serai acteur sur le ressenti de jeunes actrices et acteurs propulsés dans des films d'envergure.
Elle dirige Vanessa Guide et Benjamin Lavernhe dans la comédie Ictus érotique diffusée sur France TV.
En réalise Le Grand Orchestre avec Lolita Chammah et Yannick Choirat sélectionné au Festival international du court métrage de Clermont-Ferrand et des Nuits Méditerranéennes.
En 2018, elle interprète Karen dans la comédie Les Goûts et les Couleurs sur Netflix.
En 2020, elle monte sa structure de production et réalise Sentiments Distingués, scénarisé par Michaël Delmar pour la plateforme Canal Plus Hello.   
En 2022, elle est sélectionnée par le TorinoFilmLab et développe une série d’anticipation, accompagnée par la BPI French Tech, l’Intercom Terres de Normandie et le département de l’Eure. 
Elle produit et réalise un long métrage documentaire " Perdues d'amour" sélectionné au festival L'Europe autour de l'Europe et diffusé sur LCN. 

## Filmographie

### Réalisatrice
- Mémoires d'une jeune fille dérangée avec Sara Giraudeau, Simon Hubert, Gil Alma, Marie-Christine Barrault, France 2
- Bye, bye maman, France TV
- Ictus érotique avec Vanessa Guide (Alice), Benjamin Lavernhe (Alain), Julie Nicolet, Denis Podalydès, France 2[9]
- 2017: Le Grand Orchestre avec Lolita Chammah, Yannick Choirat, France 3
- 2020: Sentiments Distingués de Michaël Delmar. Avec Blanca Li, Pascale Arbillot, Anne Loiret, Arnaud Gagnoud.
- 2023: Ultima Date (pilote mini série) de Michaël Delmar.

### Réalisatrice de documentaires
- Quand j'étais petit je serai acteur, Canal+
- Perdues d’Amour de Michaël Delmar, LCN

### Actrice de longs métrages
- La Petite Prairie aux bouleaux de Marceline Loridan-Ivens : Nourith
- Albert est méchant d'Hervé Palud : Justine
- Possessions d'Éric Guirado : l'institutrice
- Loulou, l'incroyable secret de Grégoire Solotareff : les lapines

### Télévision
- Commissaire Moulin, TF1: Sonia Massin (saison 8, épisode : Affaires de famille)
- Madame le Proviseur de Philippe Bérenger, France 2 : Zora
- Guy Môquet, de Philippe Bérenger, France 2 : Dédée
- E-Love d'Anne Villacèque, Arte  : Capucine